# Tantulocarida
Tantulocarida é uma subclasse de crustáceos que agrupa um conjunto de famílias que agrupa 33 espécies altamente especializadas de parasitas, em geral consideradas como constituindo parte da classe Maxillopoda (copépodes e cirrípedes). As espécies incluídas são tipicamente ectoparasitas que infestam copépodes, isópodes, tanaídeos, anfípodes e ostracodos. Os membros desta subclasse são minúsculos, em geral com menos de 0,3 mm de comprimento, e apresentam alterações morfológicas profundas em relação aos restantes crustáceos, com um tórax não segmentado em forma de saco e um abdómen muito reduzido.
Uma espécie de tantulocarídeo, Tantulacus dieteri, é o artrópode mais pequeno que se conhece, medindo apenas 85 µm de comprimento total.

## Taxonomia
A subclasse é em geral dividida em quatro famílias:
| Basipodellidae Boxshall & Lincoln, 1983: - Basipodella Becker, 1975 - Hypertantulus Ohtsuka & Boxshall, 1998 - Nipponotantulus Huys, Ohtsuka & Boxshall, 1994 - Polynyapodella Huys, Møberg & Kristensen, 1997 - Rimitantulus Huys & Conroy-Dalton, 1997 - Serratotantulus Savchenko & Kolbasov, 2009 - Stygotantulus Boxshall & Huys, 1989 Doryphallophoridae Huys, 1991: - Doryphallophora Huys, 1990 - Paradoryphallophora Ohtsuka & Boxshall, 1998 Microdajidae Boxshall & Lincoln, 1987: - Microdajus Greve, 1965 - Xenalytus Huys, 1991 | Deoterthridae Boxshall & Lincoln, 1987: - Amphitantulus Boxshall & Vader, 1993 - Aphotocentor Huys, 1991 - Arcticotantulus Kornev, Tchesunov & Rybnikov, 2004 - Boreotantulus Huys & Boxshall, 1988 - Campyloxiphos Huys, 1991 - Coralliotantulus Huys, 1991 - Cumoniscus Bonnier, 1903 - Deoterthron Bradford & Hewitt, 1980 - Dicrotrichura Huys, 1989 - Itoitantulus Huys, Ohtsuka Boxshall & Itô, 1992 - Onceroxenus Boxshall & Lincoln, 1987 - Tantulacus Huys, Andersen & Kristensen, 1992 |